# Tetraponera braunsi
Tetraponera braunsi är en myrart som först beskrevs av Auguste-Henri Forel 1913.  Tetraponera braunsi ingår i släktet Tetraponera och familjen myror.

## Underarter
Arten delas in i följande underarter:
- T. b. braunsi
- T. b. durbanensis